# Hampala lopezi
Hampala lopezi es una especie de peces de la familia de los Cyprinidae en el orden de los Cypriniformes.

## Morfología
Los machos pueden llegar alcanzar los 8,5 cm de longitud total.

## Hábitat
Es un pez de agua dulce.

## Distribución geográfica
Se encuentra desde Borneo hasta Indochina y Siam. También en Busuanga (Filipinas).